# Challenger de Reggio Emilia
El Camparini Gioielli Cup es un torneo profesional de tenis disputado en pistas de polvo de ladrillo.Pertenece al ATP Challenger Series. Se juega desde el año 2003 sobre tierra batida , en Reggio Emilia, Italia.

## Palmarés

### Individuales
| Año  | Campeón           | Finalista                | Resultado           |
| ---- | ----------------- | ------------------------ | ------------------- |
| 2010 | Carlos Berlocq    | Pablo Andújar            | 6–0, 7–6(1)         |
| 2009 | Paolo Lorenzi     | Jean-René Lisnard        | 7–5, 1–7, 7–2       |
| 2008 | Mathieu Montcourt | Pablo Andújar            | 2–6, 6–2, 6–4       |
| 2007 | Olivier Patience  | Félix Mantilla           | 6–7(6), 6–1, 7–6(6) |
| 2006 | Olivier Patience  | Sergio Roitman           | 6–4, 5–7, 6–2       |
| 2005 | Thierry Ascione   | Martín Vassallo Argüello | 6–3, 6–0            |
| 2004 | Olivier Mutis     | Philipp Kohlschreiber    | 6–2, 0–6, 6–3       |
| 2003 | Richard Gasquet   | Potito Starace           | 7–5, 6–1            |

### Dobles
| Año  | Campeones                             | Finalistas                           | Resultado        |
| ---- | ------------------------------------- | ------------------------------------ | ---------------- |
| 2010 | Philipp Oswald Martin Slanar          | Sadik Kadir Purav Raja               | 6–2, 5–7, [10–6] |
| 2009 | Miguel Ángel López Jaén Pere Riba     | Gianluca Naso Walter Trusendi        | 6–4, 6–4         |
| 2008 | Yu Xin-yuan Zeng Shao-Xuan            | Mariano Hood Leonardo Mayer          | 6–3, 6–4         |
| 2007 | Franco Ferreiro Lamine Ouahab         | Pablo Cuevas Horacio Zeballos        | 6–4, 1–6, 10–4   |
| 2006 | Fabio Colangelo Giancarlo Petrazzuolo | Giorgio Galimberti Alessandro Motti  | 6–3, 6–4         |
| 2005 | Irakli Labadze Yuri Schukin           | Francesco Aldi Tomas Tenconi         | 6–4, 6–3         |
| 2004 | Tomas Behrend Tomas Tenconi           | Andreas Seppi Simone Vagnozzi        | 6–4, 6–2         |
| 2003 | Joseph Sirianni Rogier Wassen         | Alessio di Mauro Vincenzo Santopadre | 6–4, 6–4         |